# Fighting with Kit Carson
Fighting with Kit Carson é um seriado estadunidense de 1933, gênero Western, dirigido por Colbert Clark e Armand Schaefer, produzido e distribuído pela Mascot Pictures, em 12 capítulos. Foi o primeiro dos 5 seriados protagonizados por Johnny Mack Brown.

## Sinopse
Um trem de carga liderado por Kit Carson é atacado por Kraft e seus Mystery Riders, que querem a transferência do carregamento de ouro do governo levado pelos vagões.
Carson consegue esconder o ouro, mas enfrenta continuamente os Mystery Riders, tentando impedi-los de encontrar o carregamento que leva consigo.

## Elenco
- Johnny Mack Brown .... Kit Carson
- Betsy King Ross .... Joan Fargo, ou Johnny Fargo
- Noah Beery, Sr. .... Cyrus Kraft
- Noah Beery, Jr. .... Nakomas, filho de Dark Eagle
- Tully Marshall .... Jim Bridge
- Edmund Breese .... Matt Fargo
- Al Bridge .... Reynolds
- Edward Hearn
- Lafe McKee .... Luke Foster
- Jack Mower .... Carter
- Maston Williams .... Chuck
- Lane Chandler .... Sargento
- Bob Reeves .... Vigia (não-creditado)
- Yakima Canutt .... Mystery Rider (não creditado)

## Capítulos
1. The Mystery Riders
2. The White Chief
3. Hidden Gold
4. The Silent Doom
5. Murder Will Out
6. The Secret of Iron Mountain
7. The Law of the Lawless
8. Red Phantoms
9. The Invisible Enemy
10. Midnight Magic
11. Unmasked
12. The Trail to Glory

Fonte: